# Elettrotreno serie E233
L'elettrotreno serie E233 (E233系) è un convoglio a composizione multipla utilizzato su diverse linee urbane e suburbane dalla JR East in Giappone nella grande area di Tokyo a partire dall'anno 2006. Il design è simile alla serie E231 e alla serie E531, ed è stata prodotta anche una serie a sagoma ridotta per l'utilizzo sulle linee Jōban e Chiyoda che hanno caratteristiche metropolitane. Al momento il treno circola sulle linee Chūō Rapida, Chūō-Sōbu, Keihin-Tōhoku e Tōkaidō, mentre sono in arrivo prossimamente anche versioni per la linea Saikyō e la linea Yokohama.

## Design
La serie E233, in base alle informazioni rilasciate dalla conferenza stampa dell'ottobre 2005, dispone di due set identici di ciascuna componente nel caso di avaria. Questo è il primo treno della JR East ad essere dotato di tale accorgimento.
La serie E233 vanta una migliorata accessibilità per i disabili, in quanto possiede alcune caratteristiche che rendono il suo utilizzo più confortevole rispetto ai treni precedenti. L'altezza fra il marciapiede e il treno è stata ridotta dagli 80 mm delle serie 201 e 209 a 30 mm. I posti a sedere hanno una larghezza di 460 mm rispetto ai 430 mm della serie 201 e i 450 mm della serie 209. Sono stati inoltre abbassate le maniglie utilizzate per reggersi dai passeggeri in piedi di 50 mm rispetto ai treni precedenti.
Questo treno è dotato anche di uno speciale filtro per la purificazione dell'aria ed eliminare i cattivi odori in carrozza, e di schermi LCD con annunci riguardanti le fermate successive e contenuti pubblicitari.
Esternamente le velette di indicazione impiegano per la prima volte, in un treno JR East, display LCD a colori per indicare i diversi servizi ferroviari, spesso indicati con diversi colori nelle ferrovie giapponesi.

## Varianti
- Serie E233-0: a 10 casse, (anche 4+6 casse) usata sulle linee Chūō Rapida, Ōme, e Itsukaichi dal dicembre 2006
- Serie E233-1000: a 10 casse, usata sulle linee Keihin-Tōhoku e Negishi dall'autunno 2007
- Serie E233-2000: a 10 casse, usata sulle linee Jōban/Chiyoda (servizi diretti) dal settembre 2009
- Serie E233-3000: a 10+15 casse, usata sulle linee Tōkaidō, Takasaki, e Tōhoku nelle sezioni extraurbane dal marzo 2008
- Serie E233-5000: a 10 casse, (anche 4+6 casse) usata sulla linea Keiyō dal luglio 2010
- Serie E233-6000: a 8 casse, usata sulla linea Yokohama dal 16 febbraio 2014
- Serie E233-7000: a 10 casse, per l'uso sulla linea Saikyō dal giugno 2013

## Serie E233-0

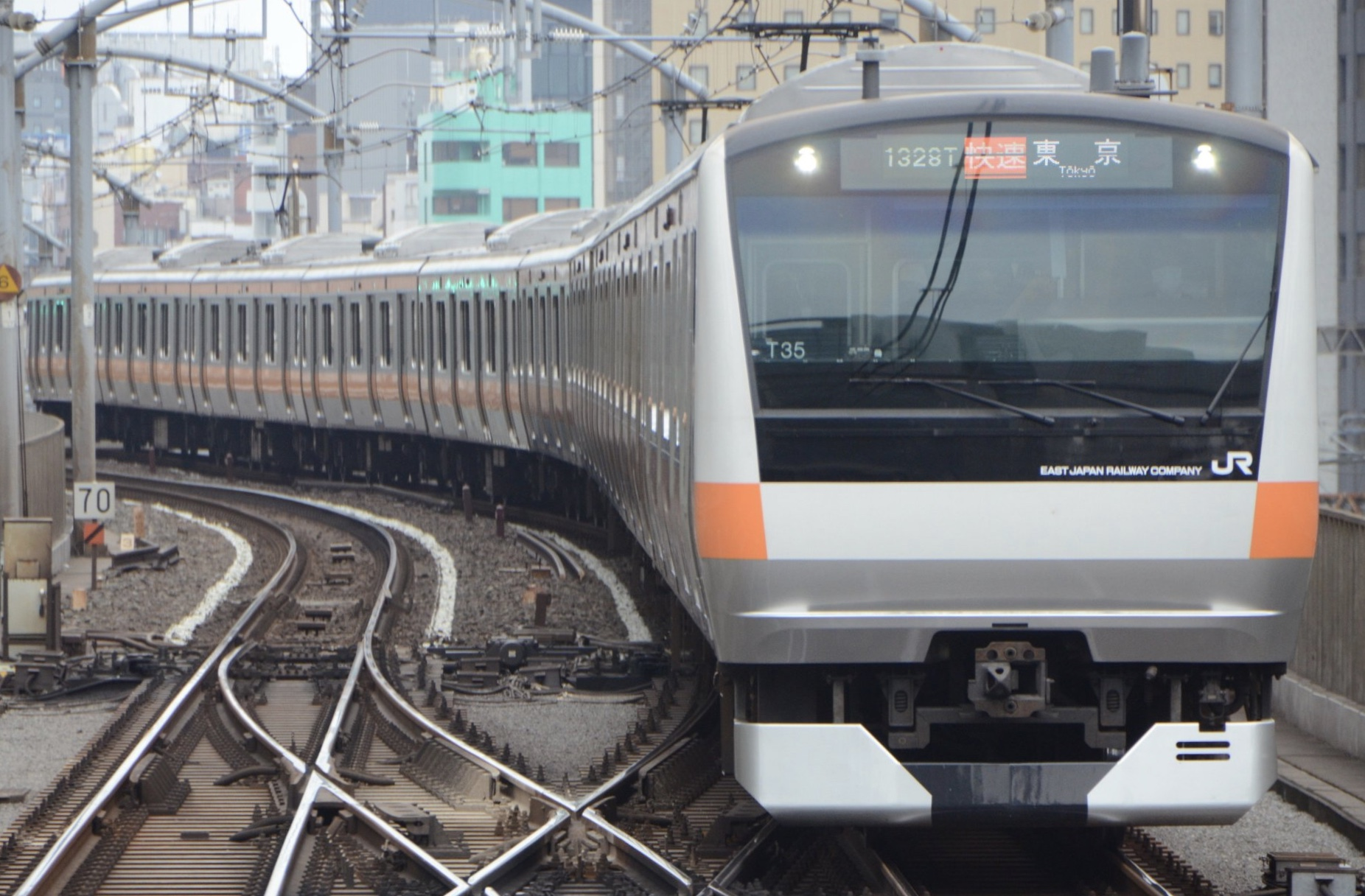
Treno in livrea linea Chuo

Il primo treno è stato messo in servizio nel dicembre 2006 sulle linee Chūō, Ōme e Itsukaichi, sostituendo il vecchio treno della serie 201. L'intera flotta di 688 carrozze della serie E233 (42 a 10 casse, 28 a 6 casse e 25 a 4 casse) è stata consegnata alla fine del marzo 2008. 4+6-car sets are used on the Ōme Line and Itsukaichi Line.
Nel 2009 sono state prodotte cinque nuove carrozze presso gli stabilimenti della JR East di Niitsu per sostituire un treno danneggiato nel 2008 durante un incidente.

### Interni

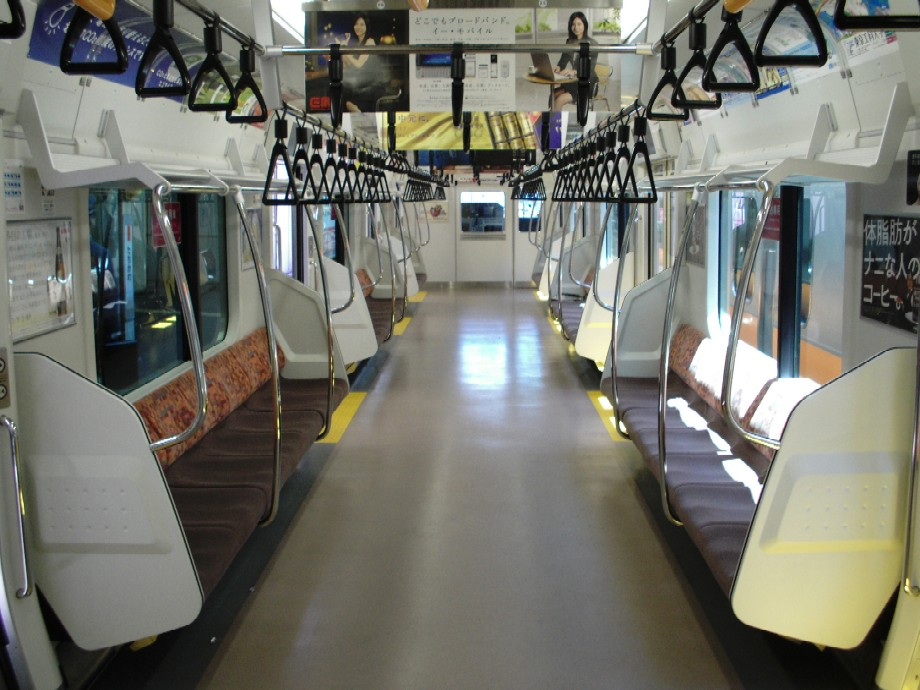
Interni della serie E233-0 per la linea Chūō, giugno 2006

### Composizione

#### Treni a 10 casse, set T1 - T42 (deposito di Toyoda)
| Carrozza num. | 1         | 2         | 3         | 4             | 5             | 6             | 7         | 8             | 9             | 10        |
| ------------- | --------- | --------- | --------- | ------------- | ------------- | ------------- | --------- | ------------- | ------------- | --------- |
| Designazione  | Tc        | M         | M         | M             | M             | T             | T         | M             | M             | Tc        |
| Numerazione   | KuHa E233 | MoHa E233 | MoHa E232 | MoHa E233-200 | MoHa E232-200 | SaHa E233-500 | SaHa E233 | MoHa E233-400 | MoHa E232-400 | KuHa E232 |

#### Treni a 6+4 casse, set H43 - H58 (deposito di Toyoda)
| Carrozza num. | 1         | 2         | 3         | 4             | 5             | 6             |  | 7             | 8             | 9             | 10        |
| ------------- | --------- | --------- | --------- | ------------- | ------------- | ------------- |  | ------------- | ------------- | ------------- | --------- |
| Designazione  | Tc        | M         | M         | M             | M             | Tc            |  | Tc            | M             | M             | Tc        |
| Numerazione   | KuHa E233 | MoHa E233 | MoHa E232 | MoHa E233-200 | MoHa E232-200 | KuHa E232-500 |  | KuHa E233-500 | MoHa E233-600 | MoHa E232-600 | KuHa E232 |

## Serie E233-1000
A partire dall'autunno 2007 sulla linea Keihin-Tōhoku e sulla linea Negishi circola la serie E233-1000 con 83 treni a 10 casse, in sostituzione della precedente serie 209. La prima serie è stata consegnata nell'agosto 2007. La principale differenza con la precedente serie E233-0 è l'assenza dei pulsanti di apertura porte per i passeggeri a interno treno.
Il primo set è entrato in servizio il 22 dicembre 2007.

### Interni

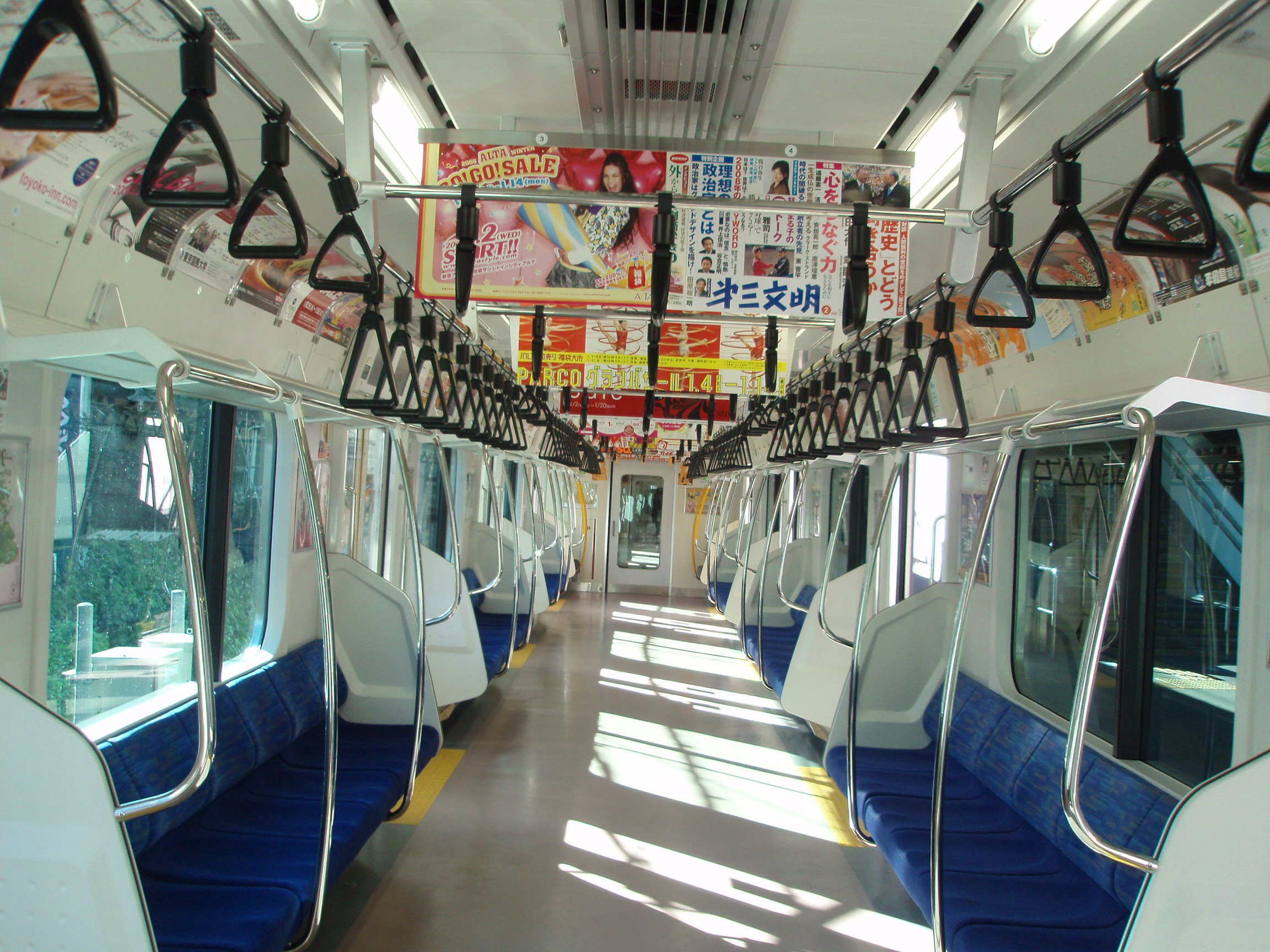
Interni della serie E233-1000, gennaio 2008

### Composizione
| Carrozza num. | 1              | 2              | 3              | 4              | 5              | 6              | 7              | 8              | 9              | 10             |
| ------------- | -------------- | -------------- | -------------- | -------------- | -------------- | -------------- | -------------- | -------------- | -------------- | -------------- |
| Designazione  | Tc             | M              | M              | M              | M              | T              | M              | M              | T              | Tc             |
| Numerazione   | KuHa E232-1000 | MoHa E232-1200 | MoHa E233-1200 | MoHa E232-1000 | MoHa E233-1000 | SaHa E233-1000 | MoHa E232-1400 | MoHa E233-1400 | SaHa E233-1200 | KuHa E233-1000 |

## Serie E233-2000
La serie E233-2000 è la nuova variante a sagoma ridotta per il servizio diretto della linea Chiyoda della metropolitana di Tokyo sulla linea Jōban in sostituzione delle serie 203 e 207. Il primo treno a 10 casse è stato consegnato al deposito di Matsudo dalla Tokyu Car Corporation nel maggio 2009. It entered service from 9 September 2009.
L'altezza del piano di calpestio è stata abbassata a 1130 mm, rispetto ai 1200 mm della precedente serie 203, per migliorare il comfort di salita per i passeggeri.

### Interni

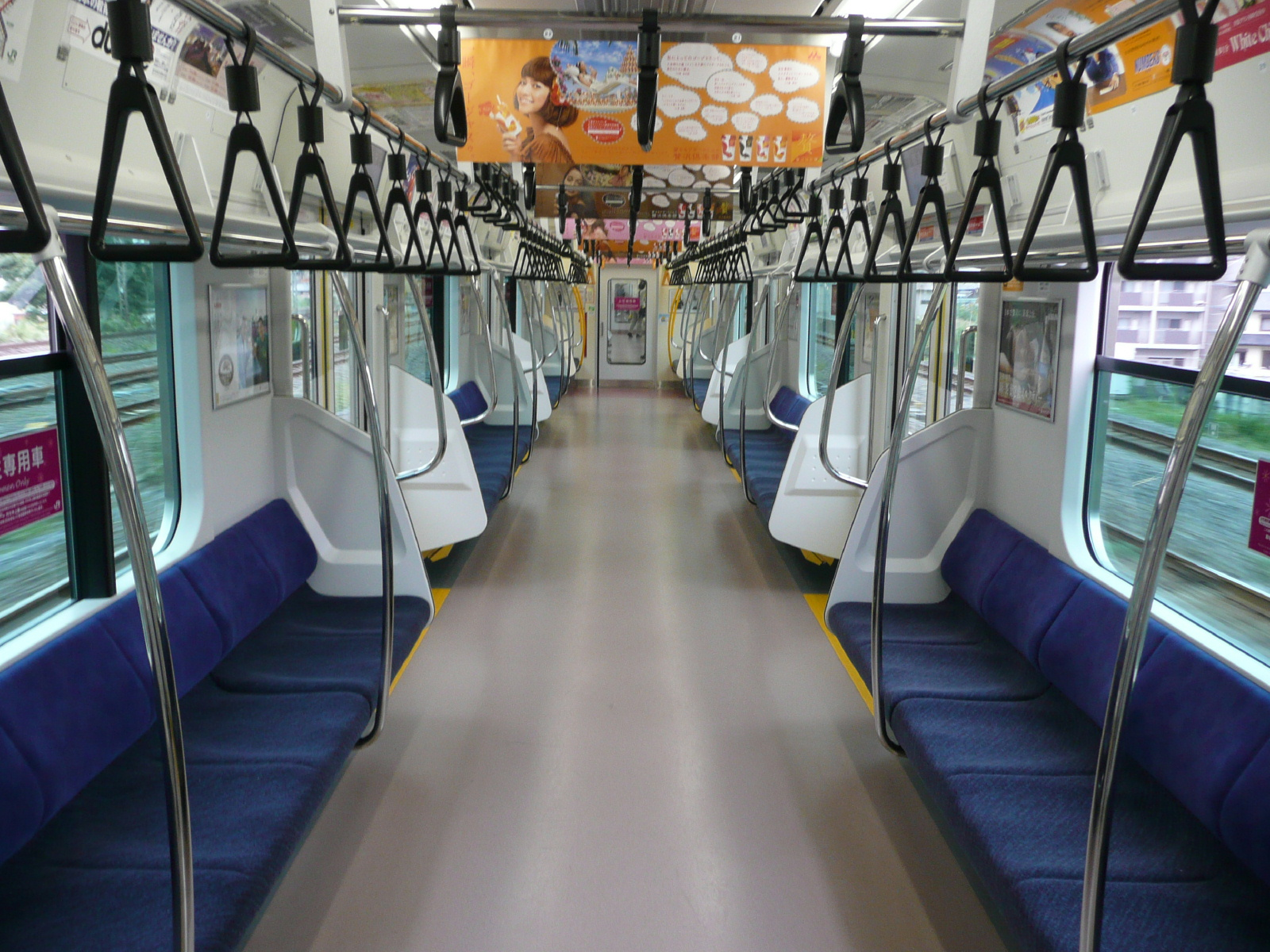
Interno di una carrozza della serie E233-2000, settembre 2009
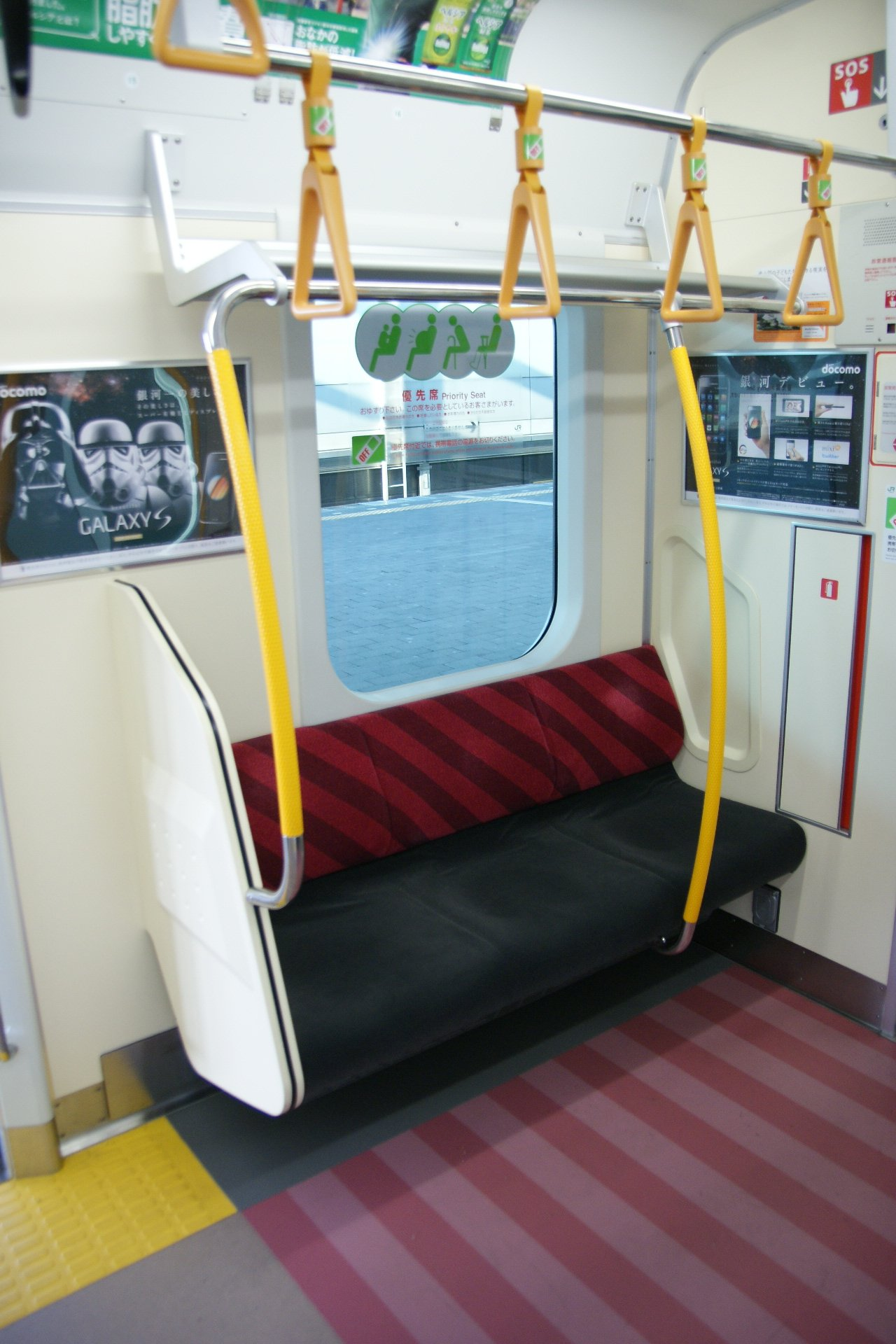
Posti riservati, novembre 2010
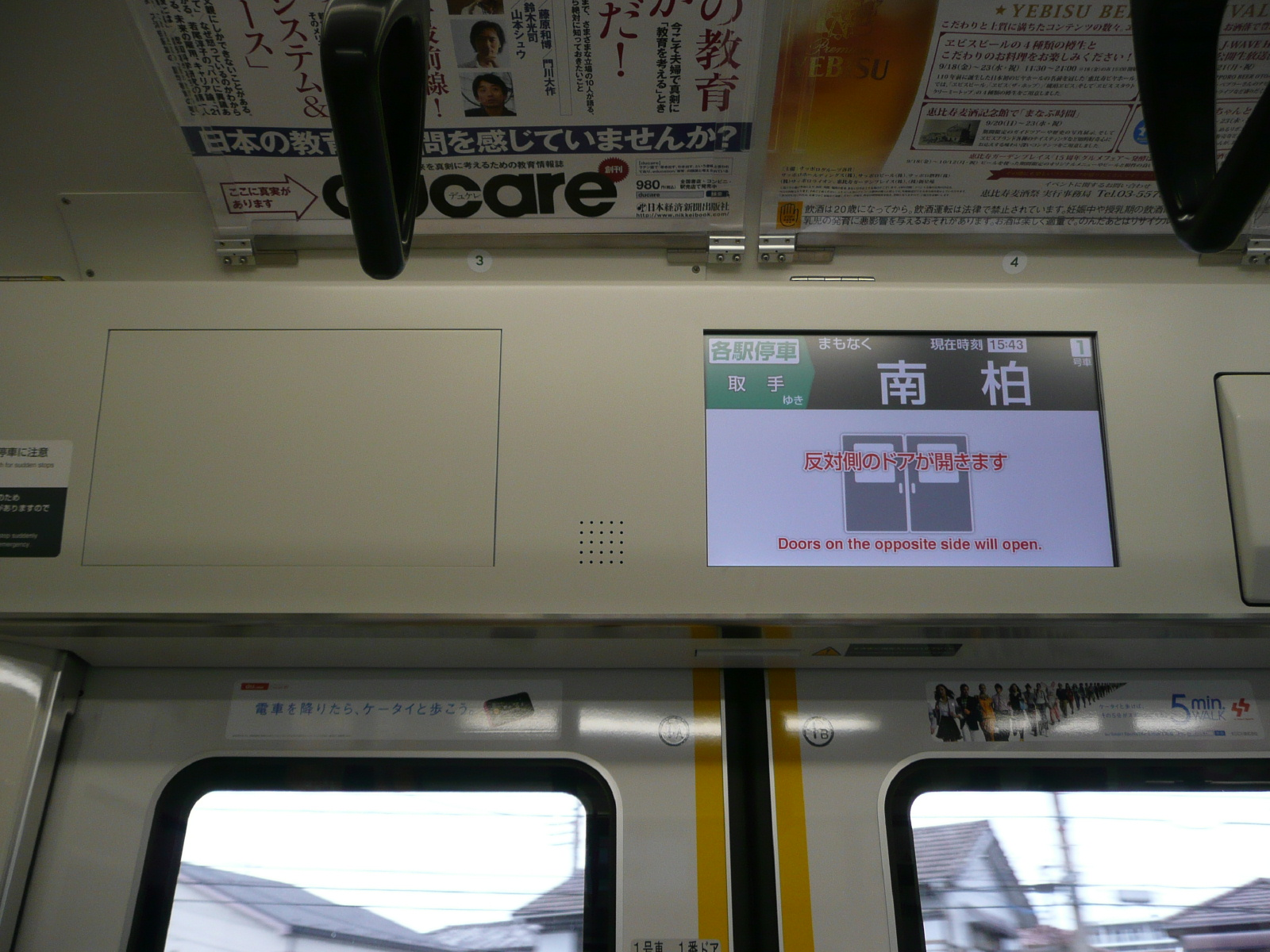
Display LCD informativo sopra la porta di uscita

### Composizione
| Carrozza num. | 1              | 2              | 3              | 4              | 5              | 6              | 7              | 8              | 9              | 10             |
| ------------- | -------------- | -------------- | -------------- | -------------- | -------------- | -------------- | -------------- | -------------- | -------------- | -------------- |
| Designazione  | Tc             | M              | M              | T              | M              | M              | T              | M              | M              | Tc             |
| Numerazione   | KuHa E232-2000 | MoHa E232-2200 | MoHa E233-2200 | SaHa E233-2000 | MoHa E232-2000 | MoHa E233-2000 | SaHa E233-2200 | MoHa E232-2400 | MoHa E233-2400 | KuHa E233-2000 |

## Serie E233-3000
Le E233-300 sono dei treni per il servizio extraurbano formate da 10 casse contenenti due carrozze a doppio piano di prima classe (green) unite a un'unità da cinque casse. Il 1º aprile 2013 sono stati consegnati 16 treni da 10+5 casse al deposito di Kōzu per l'impiego sulla linea principale Tōkaidō fra Tokyo e Atami, e altre 17 treni a 10 casse e 16 a 5 casse per il deposito di Takasaki per il servizio sulle linee Takasaki e Utsunomiya da Ueno.

### Set del deposito di Kōzu
La serie E233-3000 avente base al deposito di Kōzu è costituita come da tabella sottostante, con la carrozza 1 (11) in direzione Atami e la 10 (15) in direzione Tokyo.

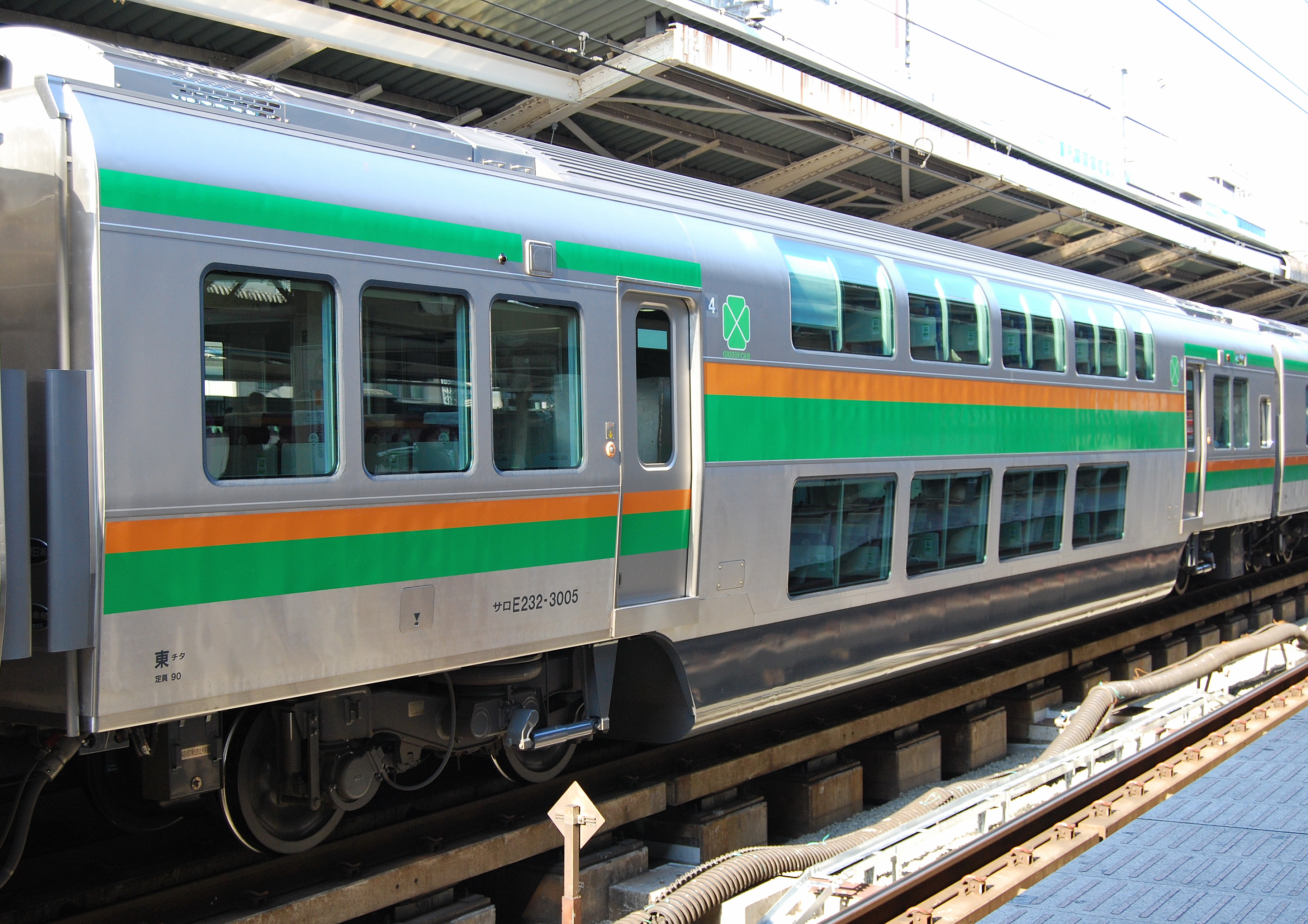
Bilevel Green car SaRo E232-3005, January 2012
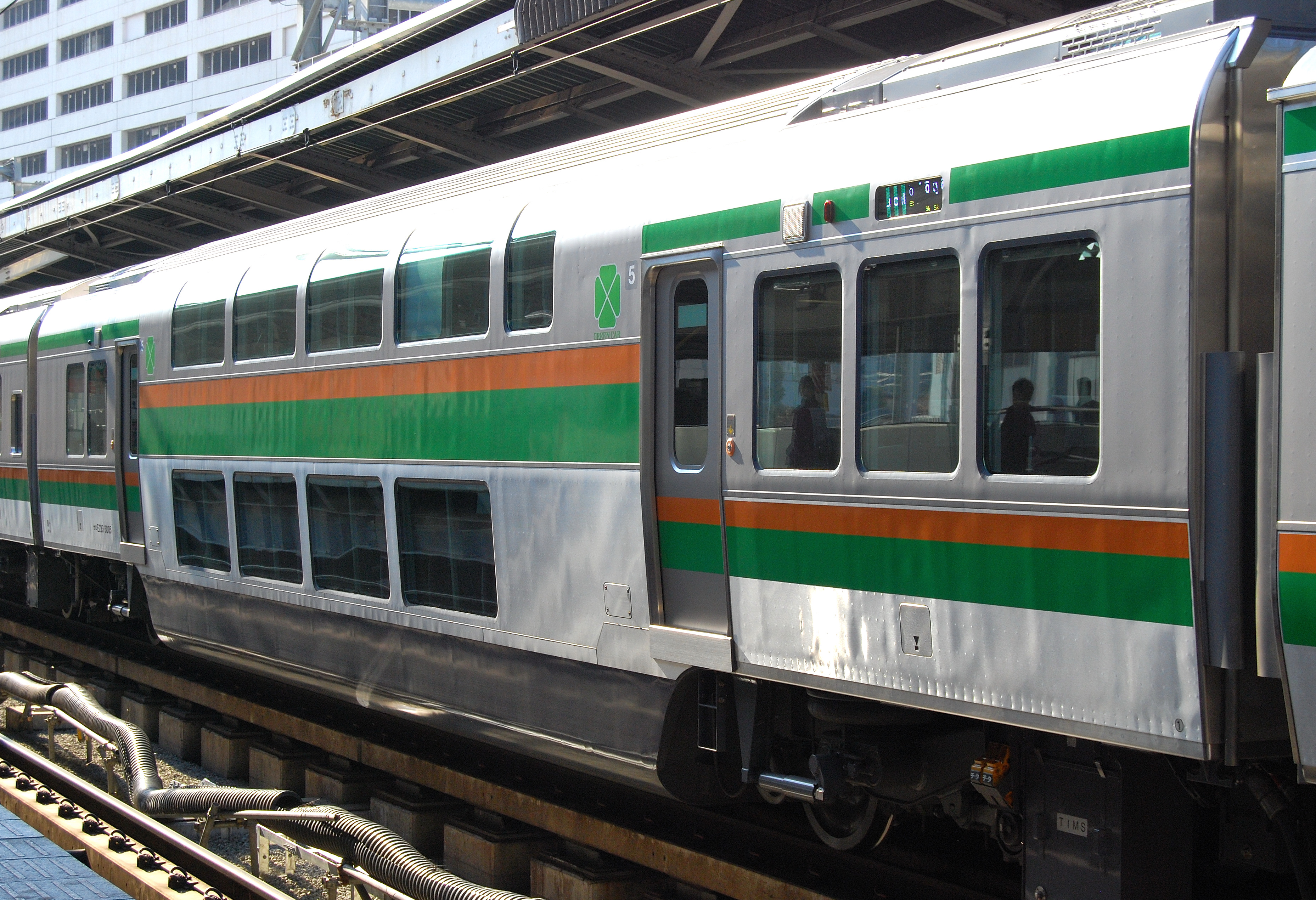
Bilevel Green car SaRo E233-3005, January 2012

#### Treni a 10 casse, serie E01-02
| Carrozza num. | 1              | 2              | 3              | 4              | 5              | 6              | 7              | 8              | 9              | 10             |
| ------------- | -------------- | -------------- | -------------- | -------------- | -------------- | -------------- | -------------- | -------------- | -------------- | -------------- |
| Designazione  | Tc'            | M'             | M              | Tsd'           | Tsd            | M'             | M              | M'             | M              | Tc             |
| Numerazione   | KuHa E232-3000 | MoHa E232-3400 | MoHa E233-3400 | SaRo E232-3000 | SaRo E233-3000 | MoHa E232-3000 | MoHa E233-3000 | MoHa E232-3200 | MoHa E233-3200 | KuHa E233-3000 |

Le carrozze 3 e 9 sono dotate di un pantografo a braccio singolo ciascuna. La carrozza 7 possiede due pantografi a braccio singolo (per l'uso in caso di emergenza). Le carrozze 1, 5 e 10 possiedono servizi igienici, dei quali quelli nella 1 e nella 10 sono accessibili dai disabili.

#### Treni a 5 casse, serie E51–52
| Carrozza num. | 11             | 12             | 13             | 14             | 15             |
| ------------- | -------------- | -------------- | -------------- | -------------- | -------------- |
| Designazione  | Tc'            | M'             | M              | T              | Tc             |
| Numerazione   | KuHa E232-3500 | MoHa E232-3600 | MoHa E233-3600 | SaHa E233-3000 | KuHa E233-3500 |

La carrozza 13 è dotata di un pantogrfo a braccio singolo, e la numero 11 è dotata di servizi igienici a bordo.

#### Treno a 10 casse, set E03–16
(ex set "NT" del deposito di Tamachi)
| Carrozza num.              | 1              | 2              | 3              | 4              | 5              | 6              | 7              | 8              | 9              | 10             |
| -------------------------- | -------------- | -------------- | -------------- | -------------- | -------------- | -------------- | -------------- | -------------- | -------------- | -------------- |
| Designazione               | Tc'            | M'             | M              | Tsd'           | Tsd            | M'             | M              | M'             | M              | Tc             |
| Numerazione                | KuHa E232-3000 | MoHa E232-3400 | MoHa E233-3000 | SaRo E232-3000 | SaRo E233-3000 | MoHa E232-3800 | MoHa E233-3400 | MoHa E232-3000 | MoHa E233-3200 | KuHa E233-3000 |
| Capacità (totale/a sedere) | 135/36         | 161/60         | 160/54         | 90/90          | 90/90          | 156/50         | 160/54         | 160/54         | 161/60         | 135/40         |
| Peso (t)                   | 32.6           | 33.6           | 33.0           | 38.8           | 39.2           | 31.5           | 32.6           | 33.1           | 33.1           | 32.7           |

Le carrozze 7 e 9 sono dotate ciascuna di un pantografo a braccio singolo. La carrozza 3 possiede due pantografi a braccio singolo per l'uso in emergenza. Le carrozze 1, 5, 6 e 10 sono dotate di servizi igienici (agibili ai disabili nelle carrozze 1 e 10).

#### Treni a 5 casse, set E53–66
(ex set "NT" del deposito di Tamachi)
| Carrozza num.              | 11             | 12             | 13             | 14             | 15             |
| -------------------------- | -------------- | -------------- | -------------- | -------------- | -------------- |
| Designazione               | Tc'            | M'             | M              | T              | Tc             |
| Numerazione                | KuHa E232-3500 | MoHa E232-3600 | MoHa E233-3600 | SaHa E233-3000 | KuHa E233-3500 |
| Capacità (totale/a sedere) | 135/36         | 160/54         | 160/54         | 161/60         | 143/43         |
| Peso (t)                   | 32.2           | 33.0           | 32.9           | 28.7           | 31.2           |

La carrozza 13 è dotata di un pantogrfo a braccio singolo, e la numero 11 è dotata di servizi igienici a bordo.

### Set di Takasaki
I treni serie E233-3000 assegnati al deposito di Takasaki sono composti come indicato nella tabella sottostante, con la carrozza 1 (11) in direzione Ueno.

#### Treni a 10 casse, set L01–17
| Carrozza num. | 1              | 2              | 3              | 4              | 5              | 6              | 7              | 8              | 9              | 10             |
| ------------- | -------------- | -------------- | -------------- | -------------- | -------------- | -------------- | -------------- | -------------- | -------------- | -------------- |
| Designazione  | Tc'            | M'             | M              | Tsd'           | Tsd            | M'             | M              | M'             | M              | Tc             |
| Numerazione   | KuHa E232-3000 | MoHa E232-3400 | MoHa E233-3000 | SaRo E232-3000 | SaRo E233-3000 | MoHa E232-3800 | MoHa E233-3400 | MoHa E232-3000 | MoHa E233-3200 | KuHa E233-3000 |

Le carrozze 7 e 9 sono dotate ciascuna di un pantografo a braccio singolo. La carrozza 3 possiede due pantografi a braccio singolo per l'uso in emergenza. Le carrozze 1, 5, 6 e 10 sono dotate di servizi igienici (agibili ai disabili nelle carrozze 1 e 10).

#### Treni a 5 casse, set D01–16
| Carrozza num. | 11             | 12             | 13             | 14             | 15             |
| ------------- | -------------- | -------------- | -------------- | -------------- | -------------- |
| Designazione  | Tc'            | M'             | M              | T              | Tc             |
| Numerazione   | KuHa E232-3500 | MoHa E232-3600 | MoHa E233-3600 | SaHa E233-3000 | KuHa E233-3500 |

La carrozza 13 è dotata di un pantogrfo a braccio singolo, e la numero 11 è dotata di servizi igienici a bordo.

### Interni
Le carrozze di seconda classe hanno posti a sedere longitudinali coperti con moquette di colore blu scuro. Le carrozze 1, 2, 9, 10, 14 e 15 possiedono anche sedili vis a vis per 4 persone. Le due carrozze di prima classe (green) a due piani possiedono sedili ruotabili verso la direzione del treno e reclinabili, in file 2+2. I sedili del piano inferiore e quelli dei salottini agli estremi delle carrozze sono coperti con moquette di colore rosso, mentre quelli del piano superiore sono di colore blu.

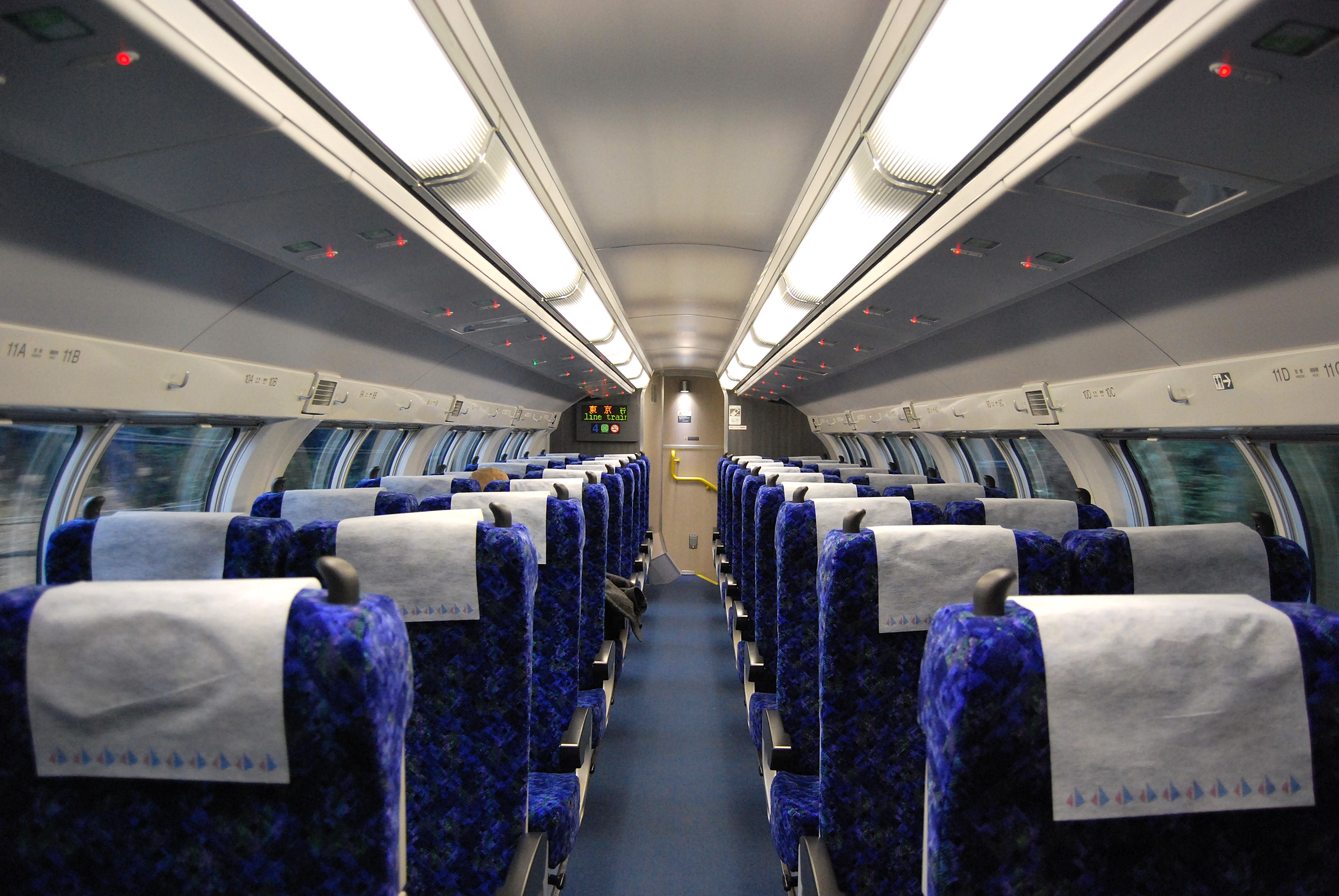
Interno del piano superiore della carrozza a doppio piano di prima classe, gennaio 2012
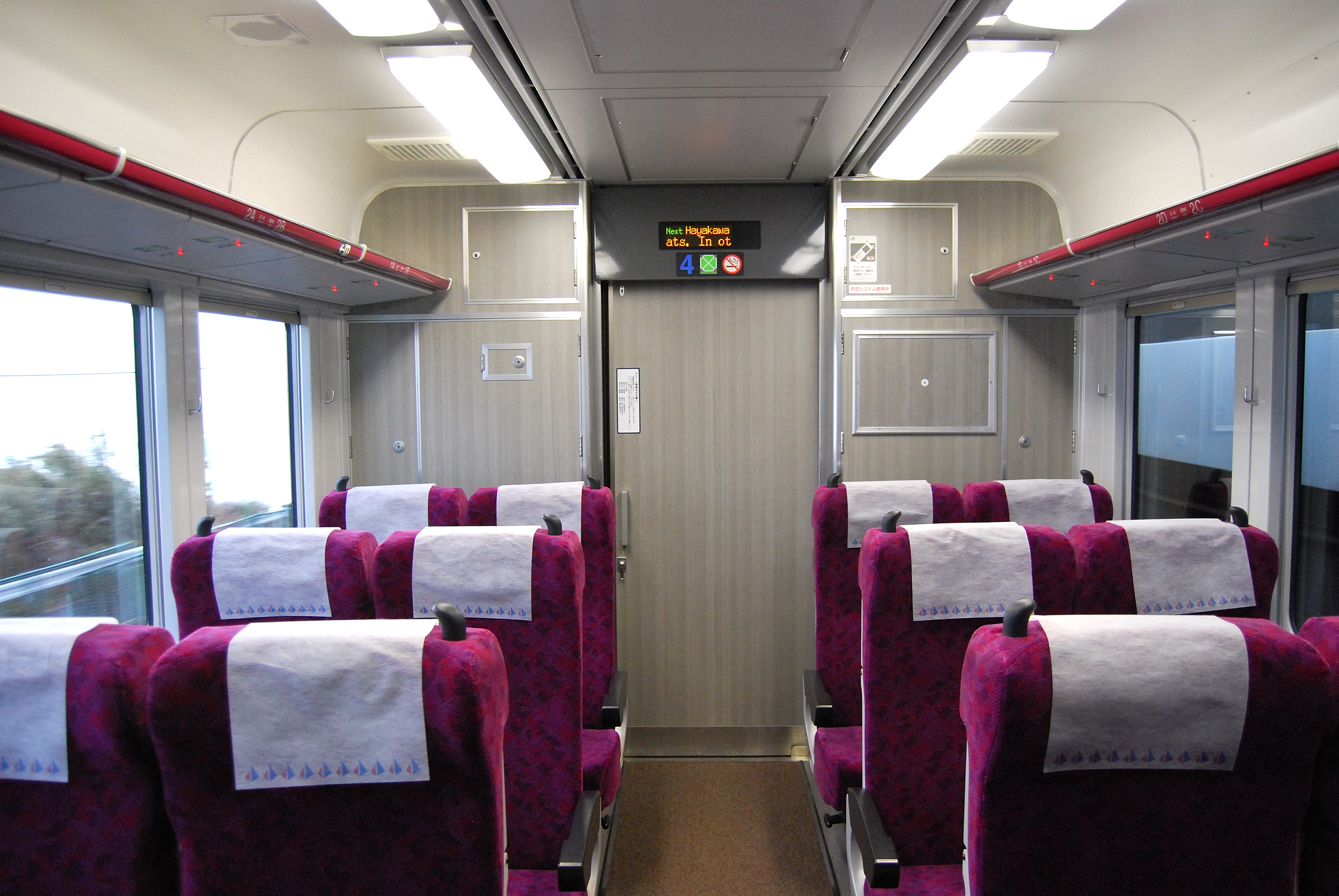
Livello intermedio alla fine della carrozza a doppio piano di prima classe, gennaio 2012
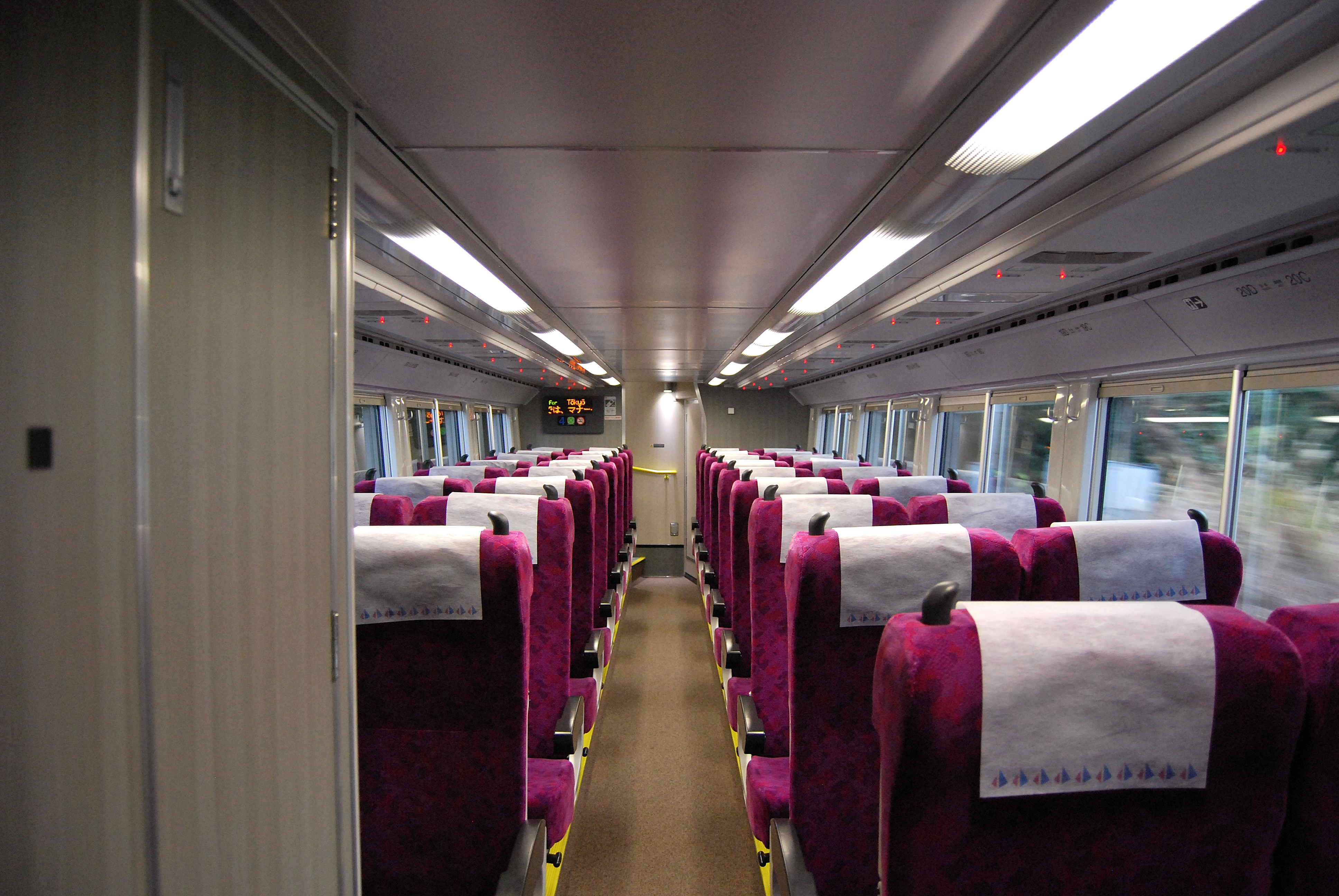
Livello inferiore della carrozza di prima classe, gennaio 2012
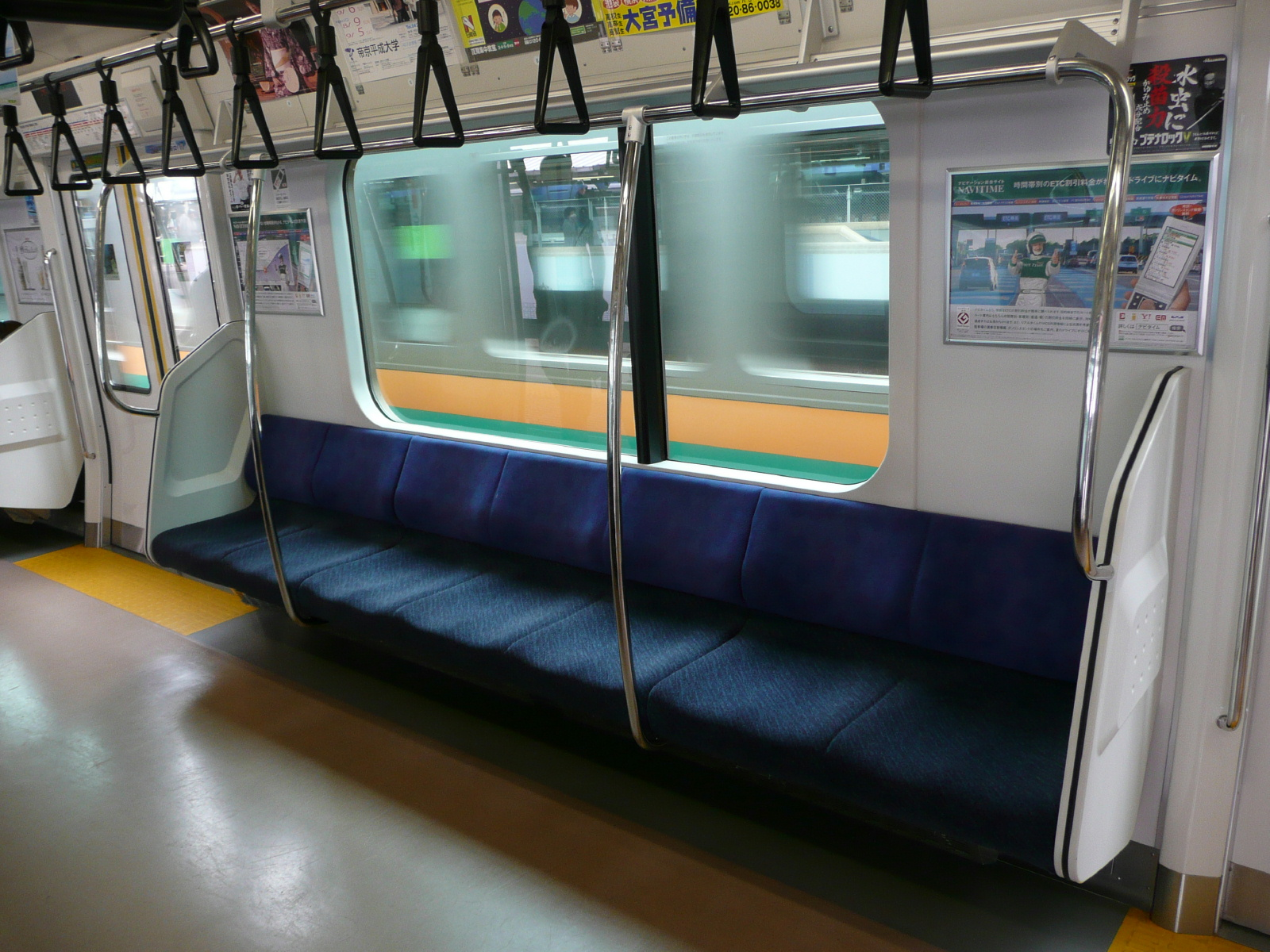
Vista dei sedili di seconda classe della serie E233-3000, agosto 2009
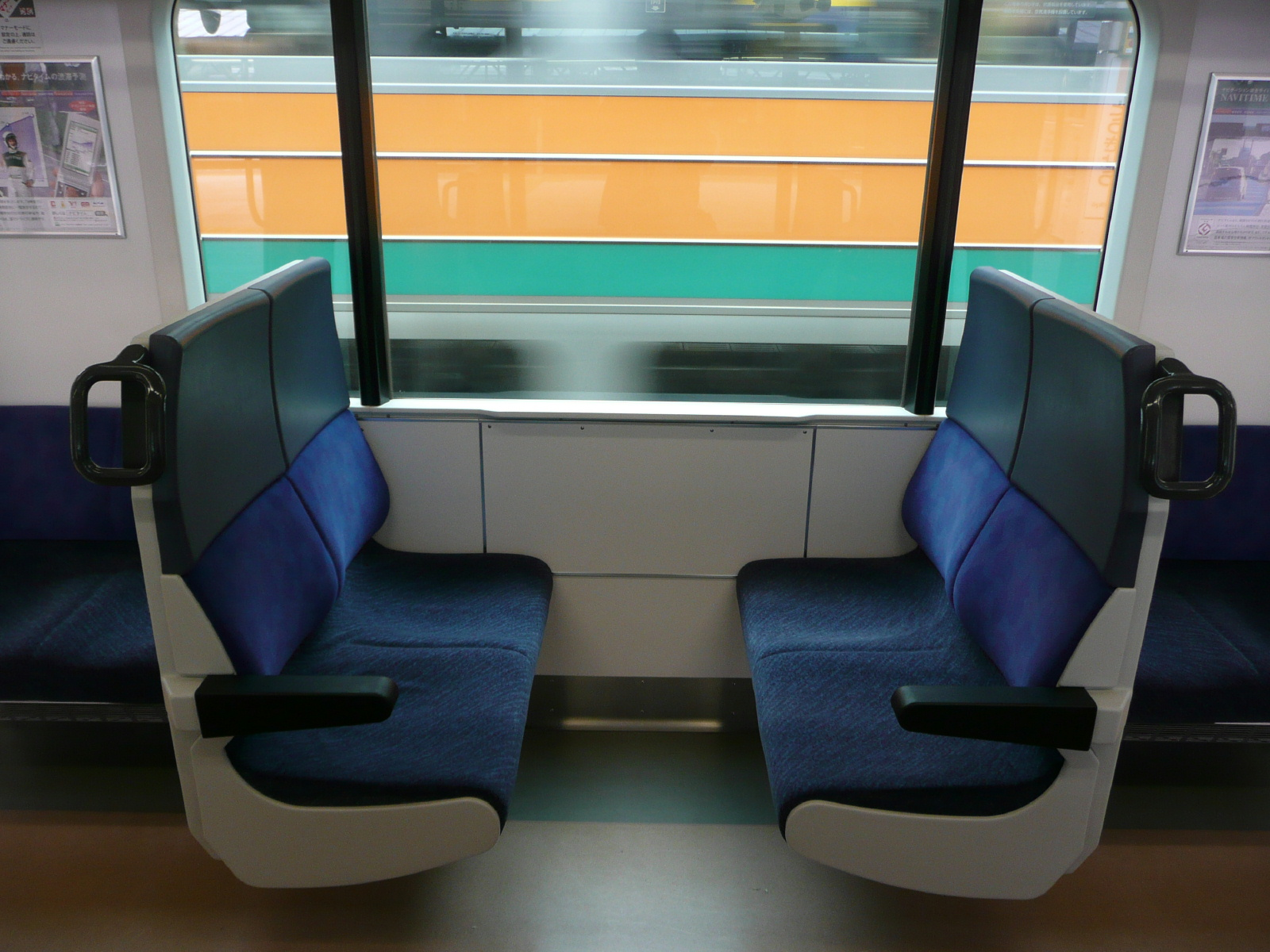
Vista dei sedili vis-a-vis della serie E233-3000, agosto 2009
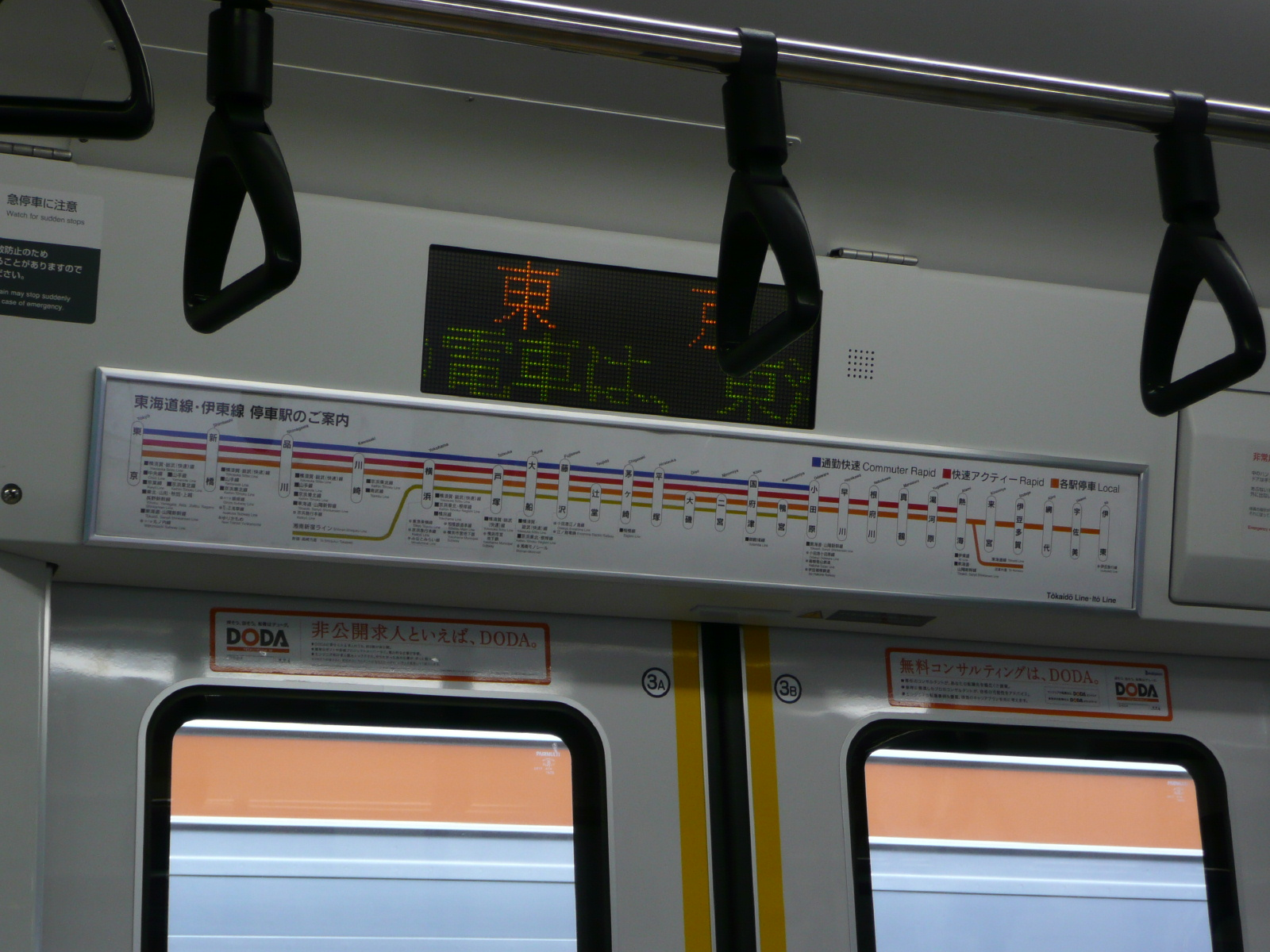
Display LCD informativi all'interno della carrozza, marzo 2008

I primi treni a 10+5 casse della serie E233-3000 (E01 + E51) per i servizi extraurbani da utilizzarsi sulla linea principale Tōkaidō sono stati consegnati dalla fabbrica di Yokohama della Tokyu Car al deposito di Kōzu nel novembre 2007, incluse le due carrozze a doppio piano di prima classe. Il servizio è partito il 10 marzo 2008 ed i treni sono impiegati esclusivamente sulla linea principale Tōkaidō fra Tokyo e Atami. Il secondo set (10+5 casse, set E02 + E52) è stato consegnato nel febbraio 2010.
Ulteriori treni (in origine denominati NT1 + NT51) sono stati consegnati al deposito di Tamachi dal settembre 2011, e sono entrati in servizio il 12 novembre 2011. Questi set hanno alcune piccole differenze dai precedenti, come la migrazione del pantografo di riserva dalla carrozza 7 alla 3, e l'aggiunta di un servizio nella carrozza 6.
I set da 10 e 5 casse del deposito di Takasaki sono stati inseriti sulla linea Takasaki fra Ueno e Maebashi a partire dal 1º settembre 2012, e anche sulla linea Ryōmō, sostituendo le precedenti serie 211.

## Serie E233-5000
Questi treni a 10 e 4+6 casse sono realizzati per la linea Keiyō, che unisce Tokyo con Chiba. La flotta è composta da 25 treni a 10 casse, con il primo set entrato in servizio dal 1º luglio 2010, sostituendo le precedenti serie 201, 205 e 209.
Il primo set, il 501, è stato consegnato alla JR East dalla fabbrica di Niitsu il 10 marzo 2010. Oltre ai servizi sulla linea Keiyō, questi treni saranno utilizzati anche sulla linea Sotobō fra Soga e Katsuura, sulla linea Uchibōfra Soga e Kazusa-Minato, e sulla linea Tōgane fra Ōami e Narutō.

### Composizione

#### Set a 10 casse
| Carrozza num.              | 1              | 2              | 3              | 4              | 5              | 6              | 7              | 8              | 9              | 10             |
| -------------------------- | -------------- | -------------- | -------------- | -------------- | -------------- | -------------- | -------------- | -------------- | -------------- | -------------- |
| Designazione               | Tc'            | M'             | M              | M'             | M              | T              | T              | M'             | M              | Tc             |
| Numerazione                | KuHa E232-5000 | MoHa E232-5200 | MoHa E233-5200 | MoHa E232-5000 | MoHa E233-5000 | SaHa E233-5500 | SaHa E233-5000 | MoHa E232-5400 | MoHa E233-5400 | KuHa E233-5000 |
| Peso(t)                    | 31.6           | 29.0           | 31.7           | 32.1           | 32.4           | 28.8           | 29.0           | 32.1           | 32.0           | 31.6           |
| Capacità (totale/a sedere) | 142 (39)       | 160 (54)       | 160 (54)       | 160 (54)       | 160 (54)       | 160 (54)       | 160 (54)       | 160 (54)       | 160 (54)       | 142 (39)       |

Le carrozze 3 e 9 dispongono ciascuna di un pantografo a braccio singolo. La numero 5 dispone di due pantografi a braccio singolo, di cui uno per utilizzo in emergenza.

#### Set a 6+4 casse
| Carrozza num.              | 1              | 2              | 3              | 4              | 5              | 6              |  | 7              | 8              | 9              | 10             |
| -------------------------- | -------------- | -------------- | -------------- | -------------- | -------------- | -------------- |  | -------------- | -------------- | -------------- | -------------- |
| Designazione               | Tc'            | M'             | M              | M'             | M              | Tc             |  | Tc'            | M'             | M              | Tc             |
| Numerazione                | KuHa E232-5000 | MoHa E232-5200 | MoHa E233-5200 | MoHa E232-5000 | MoHa E233-5000 | KuHa E233-5500 |  | KuHa E232-5500 | MoHa E232-5600 | MoHa E233-5600 | KuHa E233-5000 |
| Peso (t)                   | 31.6           | 29.0           | 31.7           | 32.1           | 32.4           | 31.7           |  | 31.7           | 32.1           | 32.2           | 31.6           |
| Capacità (totale/a sedere) | 142 (39)       | 160 (54)       | 160 (54)       | 160 (54)       | 160 (54)       | 142 (39)       |  | 142 (39)       | 160 (54)       | 160 (54)       | 142 (39)       |

Le carrozze 5 e 9 dispongono di due pantografi a braccio singolo, mentre la numero 3 ne possiede uno.

### Interni

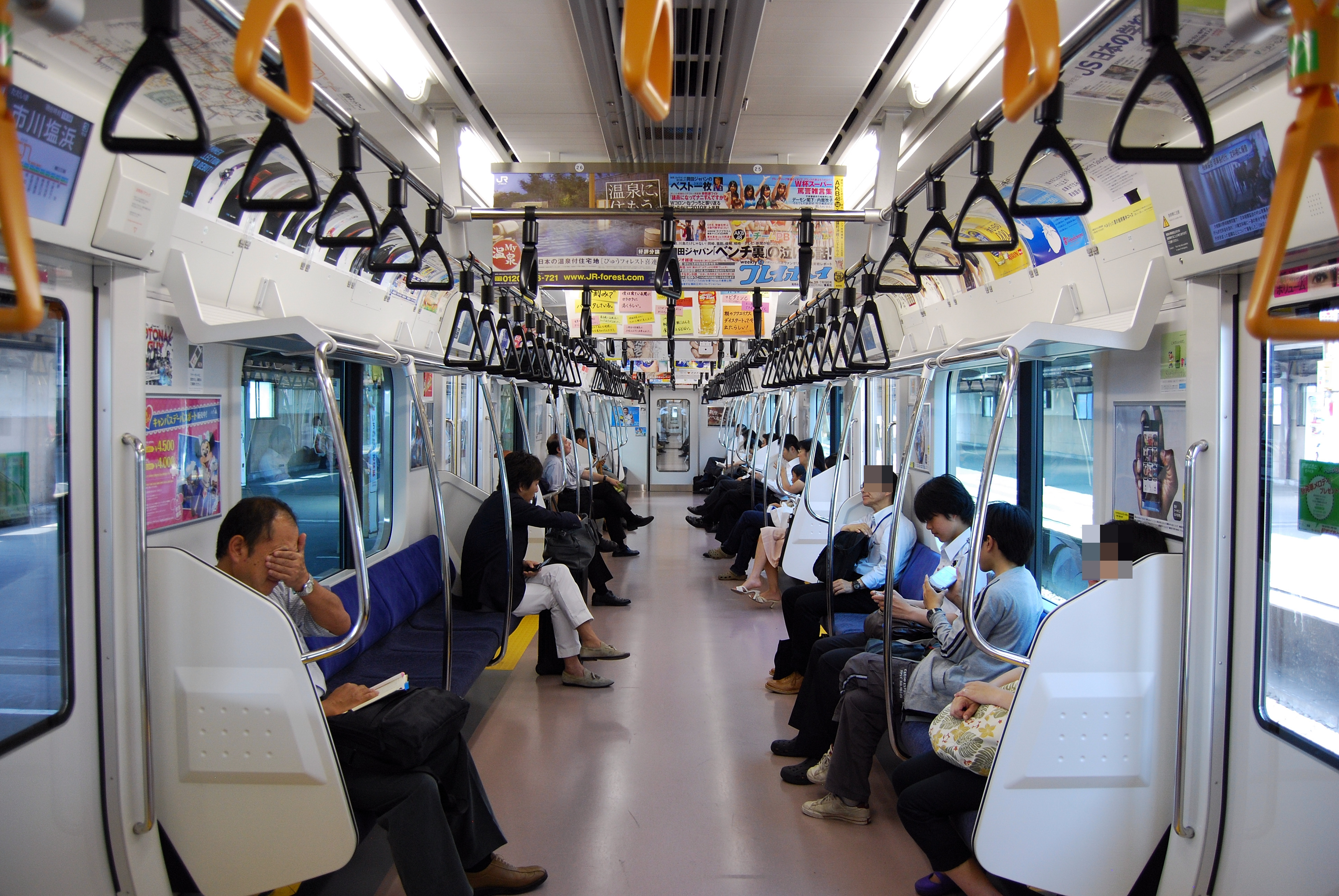
Vista degli interni
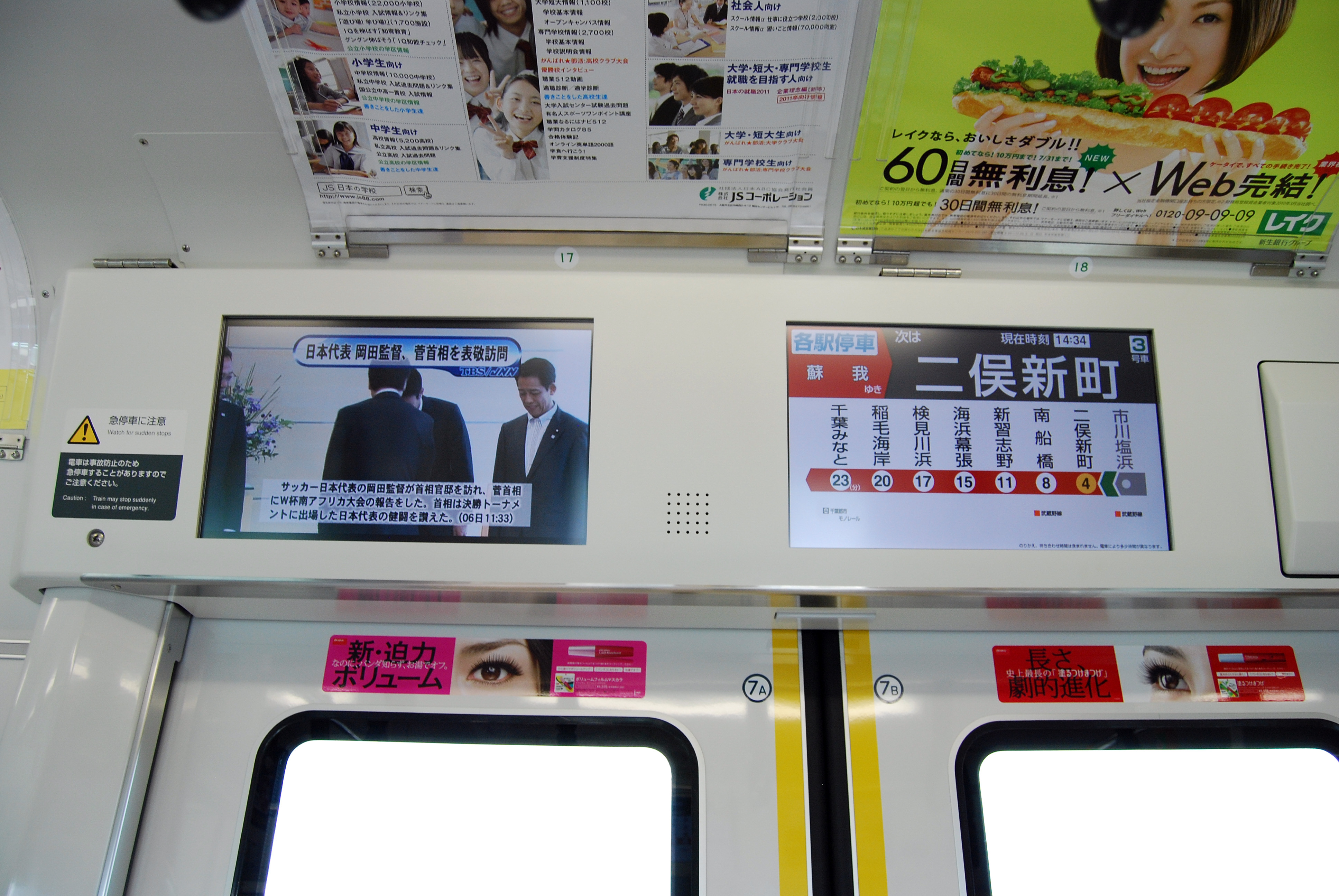
Display informativi per i passeggeri

## Serie E233-6000
Questi treni a 8 elementi sono realizzati per la linea Yokohama e in servizio dal 16 febbraio 2014.
In totale verranno consegnati 28 treni da 8 casse, sostituendo entro l'estate del 2014 l'attuale flotta composta da elettrotreni serie 205. Come anche per la variante E233-7000 per la linea Saikyō, anche questi treni sono dotati di illuminazione LED.
Il primo convoglio della serie E233-6000, chiamato H016, è stato consegnato dalla fabbrica di Yokohama della J-TREC nel gennaio 2014. Il primo set costruito invece dalla fabbrica JR East di Niitsu, è arrivato il 22 gennaio 2014.

### Interni
I posti a sedere sono distribuiti longitudinalmente all'interno della carrozza, con uno spazio di 460 mm per persona. Ogni carrozza dispone di posti riservati ai disabili, mentre le casse 1 e 8 possiedono un'area per le sedie a rotelle.

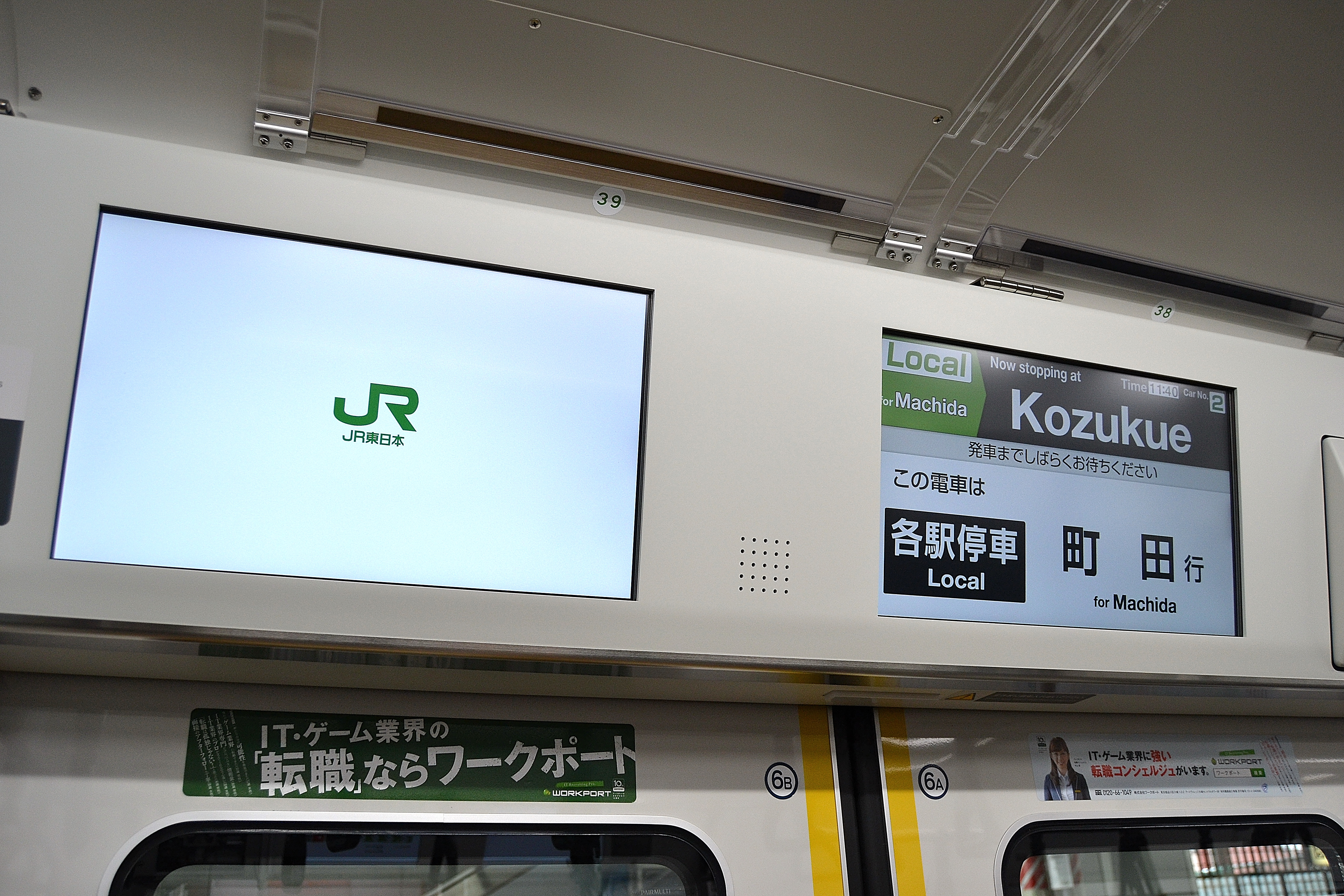
Display informativo posto sopra le porte di uscita

### Composizione
Le composizioni sono formate come di segue, con quattro motorizzate (M) e quattro trainate (T), con la carrozza 1 in direzione sud (Higashi-Kanagawa). Al 3 marzo 2014 sono state consegnate 9 composizioni.
| Carr. Num.               | 1              | 2              | 3              | 4              | 5              | 6              | 7              | 8              |
| Denominazione            | Tc'            | T              | M'             | M              | T              | M'             | M              | Tc             |
| ------------------------ | -------------- | -------------- | -------------- | -------------- | -------------- | -------------- | -------------- | -------------- |
| Numerazione              | KuHa E232-6000 | SaHa E233-6200 | MoHa E232-6000 | MoHa E233-6000 | SaHa E233-6000 | MoHa E232-6400 | MoHa E233-6400 | KuHa E233-6000 |
| Peso (t)                 | 30.2           | 28.5           | 32.3           | 32.2           | 28.8           | 32.3           | 32.2           | 30.1           |
| Capacità (seduti/totale) | 39/142         | 54/160         | 54/160         | 54/160         | 54/160         | 54/160         | 54/160         | 39/142         |

La carrozza 4 dispone di due pantografi PS33D a braccio singolo, e la numero 7 ne possiede uno. .

### Informazioni sulla costruzione
| Num. set | Produttore      | Data di consegna |
| -------- | --------------- | ---------------- |
| H001     | JR East, Niitsu | Gennaio 2014     |
| H002     | JR East, Niitsu | 2014             |
| H003     | JR East, Niitsu | 2014             |
| H004     | JR East, Niitsu | 2014             |
| H005     | JR East, Niitsu | 2014             |
| H006     |                 | 2014             |
| H007     |                 | 2014             |
| H008     |                 | 2014             |
| H009     |                 | 2014             |
| H010     |                 | 2014             |
| H011     |                 | 2014             |
| H012     |                 | 2014             |
| H013     |                 | 2014             |
| H014     |                 | 2014             |
| H015     |                 | 2014             |
| H016     | J-TREC          | Gennaio 2014     |
| H017     | J-TREC          | 2014             |
| H018     | J-TREC          | 2014             |
| H019     | J-TREC          | 2014             |
| H020     |                 | 2014             |
| H021     |                 | 2014             |
| H022     |                 | 2014             |
| H023     |                 | 2014             |
| H024     |                 | 2014             |
| H025     |                 | 2014             |
| H026     |                 | 2014             |
| H027     |                 | 2014             |
| H028     |                 | 2014             |

## Serie E233-7000
Questo è un veicolo per la Saikyo Line, la Kawagoe Line e la Tokyo Rinkai High Speed Rail Rinkai Line, la Sagami Railway Main Line e la Sotetsu Shin-Yokohama Line, che sono servite dal servizio. L'operazione commerciale è iniziata il 30 giugno 2013. Con l'introduzione della divisione della linea di produzione (31 treni, 310 veicoli), la serie 205 operata sulla stessa linea fu sostituita in sequenza. Successivamente, dal gennaio dello stesso anno sono stati aggiunti 7 treni (70 automobili) come veicoli per l'ingresso reciproco con la Sagami Railway a seguito dell'apertura parziale della linea Sotetsu Shin-Yokohama il 30 novembre 2019. La formazione Fly 101 - La formazione Fly 121 è stata prodotta presso lo stabilimento di laminazione JR East Niitsu e dopo la formazione Fly 122 presso lo stabilimento di Yokohama dello stabilimento di materiale rotabile generale. È possibile correre su tutte le linee della linea Sotetsu e può accedere alla stazione Nisiya-stazione Yokohama sulla linea Izumino, sulla linea Atsugi e sulla linea principale Sotetsu per percorsi alternativi.
Come negli anni 2000, il display del numero del treno mostra tutti i numeri del treno sulla linea JR (121 M, ecc.), Mentre la linea Sotetsu mostra il numero operativo a due cifre (ad es. 91). Passa alla Hazawa Yokohama National University. I numeri a due cifre sono assegnati a 81-86 per l'operazione in uscita nella linea Sotetsu e 91-96 per l'operazione in entrata nella linea Sotetsu. Non esiste alcun collegamento con il numero del treno.
Nella sezione di produzione, l'adozione dell'ampia struttura della scocca ha aumentato la capacità di circa il 10% rispetto alla serie 205, quindi l'automobile a 6 porte non è collegata. Sul tetto, l'installazione dell'antenna di ricezione radio convenzionale (serie 6000 è stata completata dopo la divisione della serie di produzione) è stata omessa. Inoltre, è stata installata un'antenna WiMAX sul tetto della serie Kuha E232 tipo 7000 sul tetto vicino alla parte posteriore del dispositivo di raffreddamento della vettura principale, e due antenne (piedistalli rotondi) sono in preparazione per la serie Kuha E233 tipo 7000, In entrambi i tipi, due antenne (piedistalli quadrati) vengono preparate vicino alla parte anteriore del sistema di raffreddamento.
L'illuminazione interna utilizza l'illuminazione a LED invece della tradizionale illuminazione fluorescente, riducendo il consumo energetico di circa il 40%. La moquette del sedile utilizza un colore verde simile al colore della linea, e questa combinazione di colori ha anche il significato di distinguere tra la linea Saikyo e la linea Shonan Shinjuku che partono e arrivano alla stessa piattaforma tra la stazione di Shinjuku e la stazione di Osaki (Shonan La moquette della seduta della serie Shinjuku Serie E231 / E233 è blu.) Inoltre, come con la serie 205 e la ferrovia ad alta velocità Tokyo Seaside 70-000 già utilizzata sulla stessa linea, quattro telecamere di sicurezza sono installate sulla prima auto per evitare molestie. Dopo 132 mosche, che sono state aggiunte nel 2019, sono installate in tutti i veicoli e sono sfalsate in quattro posizioni vicino al display LCD sulla porta. Inoltre, l'altezza di tutti i ripiani e le cinghie della prima auto (serie Kuha E233 tipo 7000), che è un veicolo esclusivo per donna, è stata ridotta di 50 mm, lo stesso tipo del sedile prioritario. Inoltre, il design del monitor a cristalli liquidi del dispositivo di visualizzazione della guida all'interno dell'auto è cambiato e c'è un display di animazione come la serie Tokyo Metro 16000. La trasmissione in auto è la stessa sulla linea Rinkai e sulla linea JR.
In termini di equipaggiamento, l'alimentatore ausiliario utilizza lo stesso tipo della serie 2000, il tipo SC91 prodotto da Toyo Electric Co., Ltd. e il compressore d'aria utilizzato è lo stesso della serie E657 (tipo di compressore prodotto da Knorr-Bremse). Inoltre, la forma della scala di emergenza sotto il pavimento è stata modificata. L'attrezzatura di sicurezza è dotata di un "dispositivo di bordo integrato ATC / P" che integra ATC-6 e ATS-P per semplificare il lavoro di allestimento. Questo dispositivo è un dispositivo di bordo che ha entrambe le funzioni ATC-6 e ATS-P e le controlla con lo stesso dispositivo. Il passaggio tra ATC e ATS-P viene eseguito automaticamente, ma è anche possibile passare manualmente con il pulsante in basso a destra nella cabina.
L'ATACS sarà introdotto tra la stazione di Omiya e Ikebukuro sulla linea Saikyo dal 4 novembre 2017, e le apparecchiature di bordo integrate ATC / P verranno parzialmente aggiunte, il software verrà modificato e verranno installati dispositivi wireless. Il lavoro è stato modificato in modo da poter utilizzare la funzione ATACS. I dispositivi di bordo specifici montati sul lato del veicolo sono i seguenti.
Cabina dell'equipaggio
Aggiunta di funzioni a monitor esistenti
Rimodellamento tachimetro e interruttore
Installazione del terminale per il sistema di raccolta dei tronchi di bordo
Attrezzatura a pavimento
Installazione di dispositivi wireless di bordo
Modifica delle apparecchiature di sicurezza integrate ATC / ATS-P in ATACS (aggiunta di funzioni alle apparecchiature esistenti)
Installazione del dispositivo ID
Installazione dell'antenna wireless ATACS (sul tetto)
Secondo il display LED della serie 205, i treni diretti della linea Kawagoe sono `` linea Saikyo / destinazione  anche quando viaggiano sulla linea Kawagoe, i treni diretti della linea Rinkai sono `` linea Rinkai diretta / Shinkiba  e treni che corrono direttamente dalla linea Rinkai alla linea Saikyo È stato visualizzato come "Saikyo Line Direct / Destination", ma in questa serie, "Saikyo / Kawagoe Line", "Kawagoe Line", "Saikyo (/ Kawagoe) Line / Rinkai Line Direct", "Rinkai Line / Saikyo (/ Kawagoe)" Vengono visualizzate "Linea diretta" e "Linea Kawagoe" e, anche nel caso di linea diretta, viene visualizzato il nome completo della linea. I colori del tipo di LED a colori sono rosa per pendolarismo rapido, blu per rapido e verde ad ogni fermata della stazione.
Inoltre, quando si commuta ad alta velocità / alta velocità, quando ci si ferma alla prima stazione, vengono visualizzate tutte le stazioni di arresto anziché la stazione di fermata successiva, ma il metodo di visualizzazione è 5.000 (prima che la stazione di fermata di questo treno si fermi a ... (omesso) ...) prima Invece, la notazione è stata cambiata in "Stop station: ... (omesso) ...".

## Serie E233-8000
Per la linea Nanbu, 210 treni di 35 treni sono stati messi in sequenza nell'area dei treni di Nakahara per sostituire la serie 205 (serie 0 e serie 1200) e la serie 209 (serie 0 e serie 2200) utilizzate sulla stessa linea. È stato. La serie è classificata come serie 8000 e tutti i veicoli sono prodotti nello stabilimento di Niitsu dello stabilimento di materiale rotabile generale e l'operazione commerciale è iniziata il 4 ottobre 2014.
All'esterno, un logo è stato stampato immediatamente dopo la porta della cabina dell'equipaggio della macchina superiore, affermando che la Linea Nambu collega città e persone, e "si estende brillantemente lungo il tratto di strade". Un logo che simula il paesaggio urbano lungo la linea è posto sull'obi. Da sinistra, l'immagine di Muza Kawasaki, i grattacieli di Musashi Kosugi, la Todoroki Arena, il Senzoku Gakuen College of Music, Tamagawa, la ruota panoramica Yomiuri Land, l'Università Hitotsubashi, la monorotaia Tama City, l'arco all'uscita nord della stazione Tachikawa e Tachikawa Lumine. Le file di edifici sono invertite sulle fasce sinistra e destra sul lato del veicolo.
Nella categoria stand di produzione, non vi è alcuna scala montata sotto il pavimento, che era stata montata fin dal 1000, e in caso di emergenza, verrà utilizzato uno sgabello ausiliario con una scala nella cabina dell'equipaggio. Sul tetto, un nuovo gancio per cintura di sicurezza a forma di U è stato installato sopra la porta laterale sul tetto vicino al pantografo Moha E233 per migliorare la sicurezza dei lavori di rimozione della neve durante le nevicate.
Le stanze degli ospiti sono quasi le stesse delle precedenti, ma il materiale esterno dello schienale (schienale) è di ispirazione giallastra ispirato alla linea Nambu. Dopo il 7000 e il 6000, l'illuminazione a LED viene utilizzata in macchina. Nella cabina dell'equipaggio è presente una presa di ricarica nella parte inferiore del radiocomando per la protezione della cabina del conducente e un calendario per il conducente (tavolo di lavoro) per la ricarica del terminale tablet fornito all'equipaggio per l'orientamento ai passeggeri in caso di anomalia. L'assistente conducente appena installato è dotato di una telecamera davanti alla cabina di guida e di un dispositivo di registrazione (registratore di dati di guida per autovetture) allo scopo di ridurre gli ostacoli al trasporto in caso di lesioni personali.

### Serie E233-8500
Anche dopo l'introduzione della serie 8000, la serie 209 aveva ancora 1 organizzazione (organizzazione Naha 53, serie 2200), ma questa sostituzione sarà coperta dalla conversione dalla serie 0 e l'organizzazione blu 670 avrà serie 8000 Fu rimodellato agli 8500 con la stessa modifica delle specifiche e il numero di formazione fu cambiato in N36 che è una continuazione degli 8000. Questo treno è prodotto da Tokyu Corporation.
Le specifiche sono diverse dagli 8000, ad esempio l'indicatore di destinazione è intatto, l'indicatore del numero del treno è nella stessa posizione degli 0 e l'interruttore della porta semiautomatica è lasciato perché la deviazione è dagli 0. Il tipo Kuha E232 ha un accoppiatore elettrico e nessuno spazio per sedie a rotelle. Quando viene visualizzato il nome del percorso, c'è una differenza come mostrato di seguito, ma non c'è alcuna differenza tra il display di destinazione e il display laterale, ed è scritto in kanji.
L'operazione commerciale è iniziata il 15 marzo 2017 (2017). Inizialmente, i monitor sulle porte sono stati sostituiti con schermi da 15 pollici serie 0 con proporzioni da 4: 3 a 16: 9 schermi da 17 pollici. È stato. Dopodiché, i posti saranno sostituiti dal tono arancione dello 0 al tono giallo degli 8000 entro il 2018, e l'illuminazione sarà sostituita dall'illuminazione a LED a gennaio 2019 dalle luci fluorescenti convenzionali a quelle nella sala equipaggio È stato.